# Eriogonum darrovii
Eriogonum darrovii là một loài thực vật có hoa trong họ Rau răm. Loài này được Kearney mô tả khoa học đầu tiên năm 1946.